# (5725) Nördlingen
(5725) Nördlingen – planetoida z pasa głównego asteroid okrążająca Słońce w ciągu 4 lat i 144 dni w średniej odległości 2,68 j.a. Została odkryta 23 stycznia 1988 roku w Obserwatorium Palomar przez Carolyn Shoemaker. Nazwa planetoidy pochodzi od niemieckiego miasta Nördlingen, położonego w centrum krateru uderzeniowego Ries. Przed jej nadaniem planetoida nosiła oznaczenie tymczasowe (5725) 1988 BK2. 